# Nuoto ai campionati europei di nuoto 2018 - 200 metri stile libero maschili
La specialità dei 200 metri stile libero maschili dei campionati europeri di nuoto 2018 si è svolta il 6 e 7 agosto 2018 a Glasgow, nel Regno Unito.

## Podio
| Pos.    | Atleta            | Nazione       |
| ------- | ----------------- | ------------- |
| Oro     | Duncan Scott      | Gran Bretagna |
| Argento | Danas Rapšys      | Lituania      |
| Bronzo  | Michail Dovgaljuk | Russia        |

## Record
Prima della manifestazione il record del mondo (RM), il record europeo (EU) e il record dei campionati (RC) erano i seguenti:
| Record mondiale       | 1'42"00 | Paul Biedermann           | 28 luglio 2009 Roma   |
| Record europeo        | 1'42"00 | Paul Biedermann           | 28 luglio 2009 Roma   |
| Record dei campionati | 1'44"89 | Pieter van den Hoogenband | 2 agosto 2002 Berlino |

Durante la competizione non sono stati migliorati record.

## Risultati

### Batterie
| Pos. | Batteria | Corsia | Atleta                    | Nazionalità   | Tempo   | Note |
| ---- | -------- | ------ | ------------------------- | ------------- | ------- | ---- |
| 1    | 7        | 4      | Danas Rapšys              | Lituania      | 1'46"55 | Q    |
| 2    | 7        | 3      | Michail Vekoviščev        | Russia        | 1'46"67 | Q    |
| 3    | 5        | 4      | James Guy                 | Gran Bretagna | 1'47"67 | Q    |
| 4    | 7        | 2      | Jan Świtkowski            | Polonia       | 1'48"09 | Q    |
| 5    | 5        | 3      | Filippo Megli             | Italia        | 1'48"15 | Q    |
| 6    | 6        | 6      | Velimir Stjepanović       | Serbia        | 1'48"22 | Q    |
| 7    | 6        | 5      | Michail Dovgaljuk         | Russia        | 1'48"24 | Q    |
| 8    | 6        | 2      | Jacob Heidtmann           | Germania      | 1'48"34 | Q    |
| 9    | 5        | 2      | Felix Auböck              | Austria       | 1'48"37 | Q    |
| 10   | 7        | 1      | Denis Loktev              | Israele       | 1'48"42 | Q    |
| 11   | 6        | 4      | Duncan Scott              | Gran Bretagna | 1'48"53 | Q    |
| 12   | 6        | 7      | Jonathan Atsu             | Francia       | 1'48"62 | Q    |
| 13   | 6        | 9      | Maarten Brzoskowski       | Paesi Bassi   | 1'48"72 | Q    |
| 14   | 7        | 8      | Nils Liess                | Svizzera      | 1'49"00 | Q    |
| 15   | 6        | 3      | Calum Jarvis              | Gran Bretagna | 1'49"19 |      |
| 16   | 5        | 6      | Viacheslav Andrusenko     | Russia        | 1'49"21 |      |
| 17   | 5        | 5      | Kacper Majchrzak          | Polonia       | 1'49"23 | Q    |
| 18   | 7        | 7      | Kyle Stolk                | Paesi Bassi   | 1'49"34 | Q    |
| 19   | 7        | 6      | Nándor Németh             | Ungheria      | 1'49"41 |      |
| 19   | 7        | 9      | Robin Hanson              | Svezia        | 1'49"41 |      |
| 21   | 7        | 0      | Alexandre Marcourt        | Belgio        | 1'49"46 |      |
| 22   | 5        | 9      | Matteo Ciampi             | Italia        | 1'49"47 |      |
| 23   | 3        | 5      | Álex Rámos                | Spagna        | 1'49"50 |      |
| 24   | 3        | 4      | Jan Hołub                 | Polonia       | 1'49"55 |      |
| 25   | 5        | 8      | Roman Fuchs               | Francia       | 1'49"61 |      |
| 26   | 5        | 1      | Jordan Pothain            | Francia       | 1'49"62 |      |
| 27   | 6        | 0      | César Castro Valle        | Spagna        | 1'49"63 |      |
| 28   | 4        | 1      | Thomas Thijs              | Belgio        | 1'49"69 |      |
| 29   | 4        | 5      | Mattia Zuin               | Italia        | 1'49"72 |      |
| 30   | 3        | 8      | Erge Can Gezmiş           | Turchia       | 1'49"88 |      |
| 31   | 3        | 1      | Miguel Nascimento         | Portogallo    | 1'49"90 |      |
| 32   | 6        | 1      | Martin Maljutin           | Russia        | 1'49"97 |      |
| 33   | 4        | 2      | Stan Pijnenburg           | Paesi Bassi   | 1'50"02 |      |
| 34   | 3        | 0      | Alexander Trampitsch      | Austria       | 1'50"06 |      |
| 35   | 5        | 7      | Cameron Kurle             | Gran Bretagna | 1'50"08 |      |
| 35   | 3        | 6      | Daniel Namir              | Israele       | 1'50"08 |      |
| 37   | 3        | 2      | Kregor Zirk               | Estonia       | 1'50"21 |      |
| 38   | 3        | 3      | Marc Sánchez              | Spagna        | 1'50"22 |      |
| 39   | 4        | 8      | Miguel Durán              | Spagna        | 1'50"31 |      |
| 40   | 4        | 6      | Lorenz Weiremans          | Belgio        | 1'50"35 |      |
| 41   | 4        | 3      | Dion Dreesens             | Paesi Bassi   | 1'50"47 |      |
| 42   | 4        | 0      | Sebastien De Meulemeester | Belgio        | 1'50"52 |      |
| 43   | 4        | 7      | Gustaf Dahlman            | Svezia        | 1'50"53 |      |
| 44   | 4        | 9      | Adam Paulsson             | Svezia        | 1'50"74 |      |
| 45   | 6        | 8      | Jordan Sloan              | Irlanda       | 1'50"76 |      |
| 46   | 4        | 4      | Stefano Di Cola           | Italia        | 1'51"06 |      |
| 47   | 3        | 7      | Markus Lie                | Norvegia      | 1'51"10 |      |
| 48   | 2        | 3      | Bence Biczó               | Ungheria      | 1'51"12 |      |
| 49   | 2        | 8      | Batuhan Hakan             | Turchia       | 1'51"76 |      |
| 50   | 2        | 5      | Filip Zelić               | Croazia       | 1'52"18 |      |
| 51   | 2        | 4      | Tomas Sungaila            | Lituania      | 1'53"17 |      |
| 52   | 2        | 7      | Irakli Revishvili         | Georgia       | 1'54"58 |      |
| 53   | 3        | 9      | Yonatan Batsha            | Israele       | 1'54"62 |      |
| 54   | 2        | 6      | Doğa Çelik                | Turchia       | 1'54"91 |      |
| 55   | 2        | 2      | Andri Aedma               | Estonia       | 1'55"10 |      |
| 56   | 2        | 1      | Nikita Tsernosev          | Estonia       | 1'55"11 |      |
| 57   | 2        | 9      | Cristian Santi            | San Marino    | 1'59"05 |      |
| 58   | 1        | 5      | Franc Aleksi              | Albania       | 1'59"23 |      |
| 59   | 1        | 4      | Gianluca Pasolini         | San Marino    | 1'59"36 |      |
| 60   | 2        | 0      | Matthew Galea             | Malta         | 2'00"65 |      |
| 61   | 1        | 6      | Dren Ukimeraj             | Kosovo        | 2'03"04 |      |
| 62   | 1        | 3      | Dijon Kadriju             | Kosovo        | 2'05"00 |      |

### Semifinali
Le semifinali ebbero inizio il 4 agosto alle 17.24.
| Pos. | Semifinale | Corsia | Nome                | Nazionalità   | Tempo   | Note |
| ---- | ---------- | ------ | ------------------- | ------------- | ------- | ---- |
| 1    | 2          | 4      | Danas Rapšys        | Lituania      | 1'45"33 | Q    |
| 2    | 2          | 5      | James Guy           | Gran Bretagna | 1'46"44 | Q    |
| 3    | 2          | 6      | Michail Dovgaljuk   | Russia        | 1'46"69 | Q    |
| 4    | 1          | 4      | Michail Vekoviščev  | Russia        | 1'46"70 | Q    |
| 4    | 2          | 3      | Filippo Megli       | Italia        | 1'46"70 | Q    |
| 6    | 1          | 6      | Jacob Heidtmann     | Germania      | 1'46"83 | Q    |
| 7    | 1          | 3      | Velimir Stjepanović | Serbia        | 1'46"84 | Q    |
| 8    | 2          | 7      | Duncan Scott        | Gran Bretagna | 1'46"97 | Q    |
| 9    | 2          | 8      | Kacper Majchrzak    | Polonia       | 1'47"64 |      |
| 10   | 1          | 5      | Jan Świtkowski      | Polonia       | 1'47"77 |      |
| 11   | 2          | 2      | Felix Auböck        | Austria       | 1'47"81 |      |
| 12   | 1          | 2      | Denis Loktev        | Israele       | 1'48"48 |      |
| 13   | 1          | 7      | Jonathan Atsu       | Francia       | 1'48"62 |      |
| 14   | 1          | 8      | Kyle Stolk          | Paesi Bassi   | 1'48"63 |      |
| 15   | 1          | 1      | Nils Liess          | Svizzera      | 1'48"76 |      |
| 16   | 2          | 1      | Maarten Brzoskowski | Paesi Bassi   | 1'49"33 |      |

### Finale
| Pos. | Corsia | Atleta              | Nazionalità   | Tempo   | Note |
| ---- | ------ | ------------------- | ------------- | ------- | ---- |
|      | 8      | Duncan Scott        | Gran Bretagna | 1'45"34 |      |
|      | 4      | Danas Rapšys        | Lituania      | 1'46"07 |      |
|      | 3      | Michail Dovgaljuk   | Russia        | 1'46"15 |      |
| 4    | 5      | James Guy           | Gran Bretagna | 1'46"20 |      |
| 5    | 2      | Filippo Megli       | Italia        | 1'46"60 |      |
| 6    | 6      | Michail Vekoviščev  | Russia        | 1'46"79 |      |
| 7    | 1      | Velimir Stjepanović | Serbia        | 1'47"00 |      |
| 8    | 7      | Jacob Heidtmann     | Germania      | 1'47"26 |      |